# Alberto Víctor de Clarence
Alberto Víctor del Reino Unido (Albert Victor Christian Edward; Windsor, 8 de enero de 1864-Norfolk, 14 de enero de 1892) fue príncipe del Reino Unido y miembro de la familia real británica desde su nacimiento hasta su muerte, ya que fue el hijo primogénito de los entonces príncipes de Gales, Alberto Eduardo y Alejandra —futuros reyes del Reino Unido—, y nieto de la monarca reinante, la reina Victoria y de su ya difunto marido, el príncipe consorte Alberto. Fue duque de Clarence y Avondale entre 1890, hasta su muerte, en 1892. Desde el momento de su nacimiento era el segundo en la línea de sucesión al trono, pero no llegó a ser rey porque murió antes que su padre y que su abuela. Alberto Víctor era conocido por su familia como Eddy y muchos biógrafos se han referido a él con este nombre coloquial.
Durante su adolescencia viajó por gran parte del mundo como cadete naval. De adulto se unió al ejército, pero no emprendió servicio militar activo. Después de dos noviazgos sin éxito, se comprometió en matrimonio con la princesa María de Teck a finales de 1891. Pocas semanas más tarde murió de neumonía durante una pandemia de influenza. En julio de 1893, María se casó con el príncipe Jorge, el hermano menor de Alberto Víctor, que se convertiría en el rey Jorge V en 1910.
El intelecto, la sexualidad y la cordura de Alberto Víctor han sido objeto de muchas especulaciones. A partir de ciertos rumores fue vinculado con el escándalo de la calle Cleveland, que involucraba un burdel homosexual, pero no existe evidencia concluyente que verifique o refute los rumores o su orientación sexual. Algunos autores han aseverado que él fue el asesino en serie conocido como Jack el Destripador; sin embargo, documentos de la época demuestran que no se encontraba en Londres en el momento de los asesinatos y esta afirmación está ampliamente desacreditada.

## Primeros años

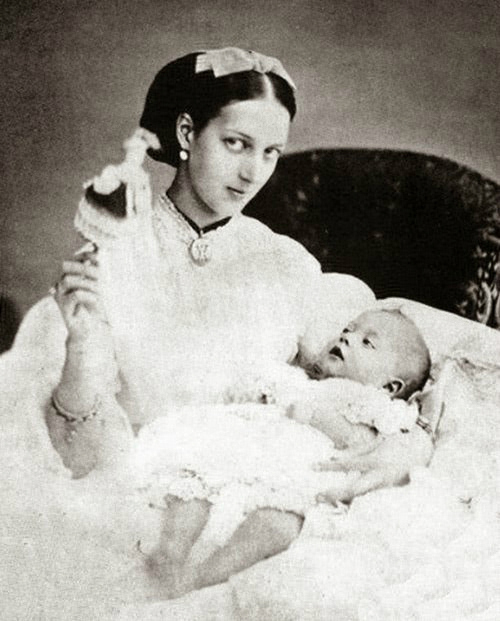
La princesa de Gales en 1864, con Alberto Víctor, su hijo recién nacido.

Alberto Víctor fue el primer hijo de Alberto Eduardo, príncipe de Gales —que más tarde sería Eduardo VII del Reino Unido— y Alejandra, nacida princesa danesa. Nació dos meses antes de lo previsto el 8 de enero de 1864 en Frogmore House, una casa de campo ubicada en Windsor, Berkshire. Siguiendo los deseos de su abuela, la reina Victoria, lo llamaron Alberto Víctor, en honor a ella y a su marido, el príncipe Alberto, pero era conocido informalmente como Eddy. Como nieto en línea masculina de la monarca británica reinante, recibió desde el nacimiento el tratamiento de Su Alteza Real y el título de príncipe Alberto Víctor de Gales. 
Lo bautizó Charles Thomas Longley, arzobispo de Canterbury, el 10 de marzo de 1864, en la capilla privada del palacio de Buckingham. Sus padrinos fueron la reina Victoria, su abuela paterna; el rey Christian IX de Dinamarca, su abuelo materno, representado por el príncipe Juan de Schleswig-Holstein-Sonderburg-Glücksburg —hermano de Christian—; el rey Leopoldo I de Bélgica, su tío bisabuelo, Luisa Carolina de Hesse-Kassel, duquesa viuda de Schleswig-Holstein-Sonderburg-Glücksburg, su bisabuela materna, representada por la Augusta de Hesse-Kassel, duquesa de Cambridge; la Alejandrina de Baden, duquesa de Sajonia-Coburgo-Gotha, su tía abuela por matrimonio, representada por la gran duquesa de Mecklemburgo-Strelitz; el landgrave de Hesse, su bisabuelo materno, representado por el príncipe Jorge, duque de Cambridge; la princesa heredera de Prusia, su tía paterna, representada por la princesa Elena —otra de sus tías—;  y el príncipe Alfredo, su tío paterno.

### Educación

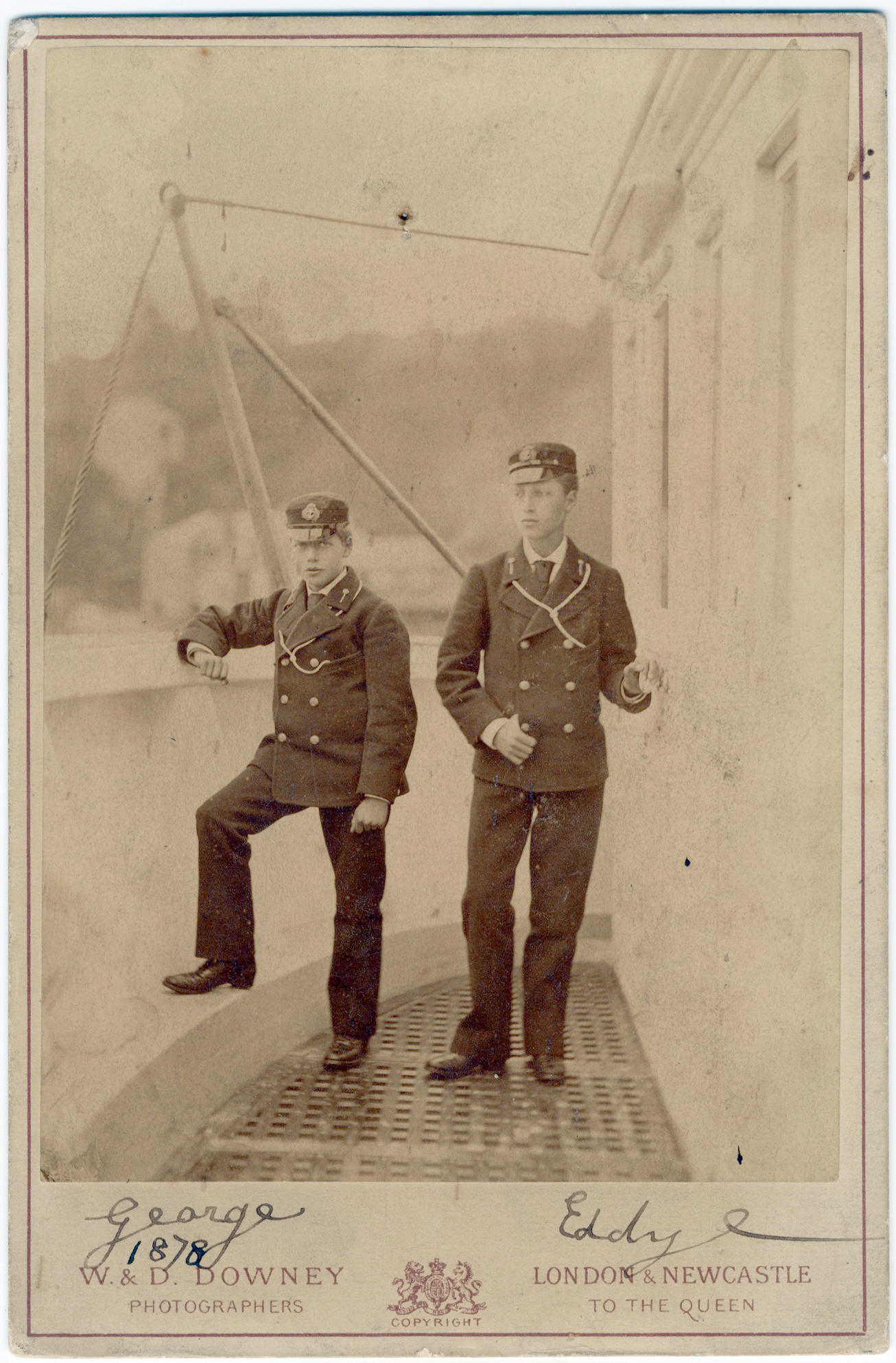
Alberto Víctor con su hermano Jorge como cadetes a bordo del HMS Britannia en 1878.

El 3 de junio de 1865, cuando Alberto Víctor tenía cerca de diecisiete meses, nació su hermano el príncipe Jorge; dada la cercanía en edad, ambos niños estudiaron juntos. En 1871, la reina nombró a John Neale Dalton como tutor de los príncipes. Los hermanos tuvieron un estricto programa de estudio que incluía juegos y ejercicios militares, así como materias académicas. Dalton se quejaba de que la mente de Alberto Víctor era «anormalmente aletargada». Aunque aprendió a hablar danés, el progreso en otros idiomas y temas fue lento; nunca sobresalió intelectualmente. Lady Geraldine Somerset culpó a Dalton de la mala educación del príncipe, pero es muy posible que existieran explicaciones físicas para el descuido o indolencia del niño durante las clases, como su nacimiento prematuro, que podía estar asociado a dificultades de aprendizaje o al petit mal, una forma leve de epilepsia que se manifiesta en la infancia con períodos breves y repentinos de alteración del estado de conciencia o «ausencias». Además, sir Henry Ponsonby pensaba que podría haber heredado la sordera de su madre.
Se consideró la posibilidad de que los hermanos recibieran su educación por separado, pero Dalton aconsejó al príncipe de Gales que no lo hiciera porque, según él, «de cualquier forma, el príncipe Alberto Víctor requiere del estímulo de la compañía del príncipe Jorge para inducirle a trabajar». En 1877, los dos muchachos fueron enviados al HMS Britannia, un buque de entrenamiento de la Marina Real Británica, donde comenzaron sus estudios dos meses después que los otros cadetes porque Alberto Víctor contrajo la fiebre tifoidea y tuvo que ser atendido por el doctor William Gull. Dalton los acompañó como capellán de la nave. En 1879, después de muchas discusiones entre la reina, el príncipe de Gales, la familia y el gobierno, los hermanos —en calidad de cadetes— partieron en un viaje de tres años alrededor del mundo a bordo del HMS Bacchante. Alberto Víctor obtuvo el rango de guardiamarina en su decimosexto cumpleaños. Recorrieron el Imperio británico acompañados por Dalton y visitaron las Américas, las Islas Malvinas, Sudáfrica, Australia, Fiyi, el Lejano Oriente, Singapur, Ceilán, Adén, Egipto, Tierra Santa y Grecia. En Japón se hicieron tatuajes. Para el momento de regresar a Gran Bretaña el príncipe tenía 18 años.
Los hermanos se separaron en 1883; Jorge continuó en la marina y Alberto Víctor asistió al Trinity College en Cambridge. Se nombró como tutor a James Kenneth Stephen, quien vivió ocasionalmente en Sandringham durante este periodo, junto con Dalton, que todavía prestaba sus servicios tanto en Trinity como en Sandringham. Algunos biógrafos mencionan que Stephen era misógino, aunque en tiempos recientes ese señalamiento se ha puesto en entredicho, y se cree que pudo haber estado emocionalmente conectado con Alberto Víctor, pero es discutible si sus sentimientos eran o no abiertamente homosexuales. No se sabe si el príncipe tuvo alguna experiencia sexual en Cambridge, aunque podrían haber estado a su disposición parejas de ambos sexos. Durante su estancia en Trinity mostró poco interés en la atmósfera intelectual y fue excusado de hacer exámenes, aunque se involucró en la vida universitaria. A partir de agosto de 1884, estudió alemán en la Universidad de Heidelberg durante un tiempo. Después de dejar Cambridge en 1885, donde había servido como cadete en el Segundo Batallón de la Universidad de Cambridge, se anunció su nombramiento como oficial en el Décimo Regimiento de Húsares.
Uno de los instructores dijo que Alberto Víctor aprendía a base de escuchar en lugar de leyendo o escribiendo y que no tenía ninguna dificultad para recordar información; pero el príncipe Jorge, duque de Cambridge, expresó una opinión menos favorable, lo calificaba de «holgazán empedernido e incurable». Gran parte del tiempo que pasó en la base militar de Aldershot, el príncipe estuvo sometido a entrenamiento militar, lo cual le resultaba poco grato, aunque sí le gustaba jugar al polo. Tras aprobar sus exámenes lo transfirieron a Hounslow en marzo de 1887 y ahí obtuvo el ascenso a capitán. Le otorgaron más responsabilidades públicas, visitó Irlanda y Gibraltar e inauguró el puente colgante de Hammersmith. De su vida privada, un amigo de la infancia diría que transcurrió sin incidencias: «los oficiales de su hermano decían que les gustaría convertirlo en un hombre de mundo. Pero se negó a ser iniciado en ese mundo».

## Escándalo de la calle Cleveland

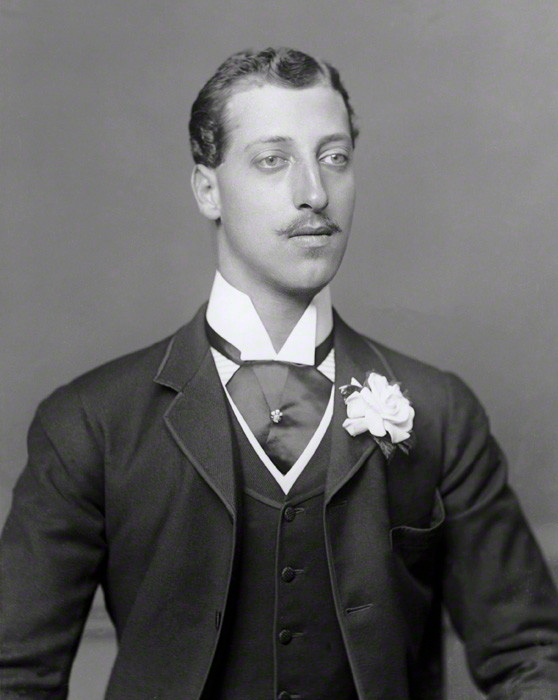
Alberto Víctor, aproximadamente en 1888.

En julio de 1889, la policía metropolitana descubrió un burdel masculino en la calle Cleveland de Londres. Durante el interrogatorio los prostitutos y proxenetas revelaron los nombres de sus clientes, que incluían a lord Arthur Somerset, uno de los asistentes personales del príncipe de Gales. En ese momento los actos homosexuales entre hombres eran ilegales y los clientes se enfrentaron al ostracismo social, procesos judiciales y, en el peor de los casos, dos años de prisión con trabajos forzados. El escándalo resultante implicó a otras personalidades de la sociedad británica. Los rumores entre la clase alta de Londres hablaban de la participación de un miembro de la familia real: el príncipe Alberto Víctor. Los prostitutos no habían mencionado al príncipe y se sugirió que el abogado de Somerset, Arthur Newton, inventó y extendió el rumor para darle un respiro a su cliente. Cartas intercambiadas entre el procurador del Tesoro, sir Augustus Stephenson, y su ayudante, Hamilton Cuffe, hacen referencia codificada a amenazas de Newton de implicar a Alberto Víctor. El príncipe de Gales intervino en la investigación; jamás procesaron a ninguno de los clientes y nunca se probó algo contra Alberto Víctor. Aunque no existe prueba alguna concluyente en favor o en contra de su participación en el escándalo, o de que hubiera visitado o no un club o burdel homosexual, los rumores y el encubrimiento llevaron a algunos biógrafos a suponer que sí visitaba la calle Cleveland y que era «posiblemente bisexual, probablemente homosexual». Otros biógrafos impugnaron esta afirmación, incluso uno de ellos se refirió al príncipe como «ardientemente heterosexual» y a su implicación en los rumores como «algo injusto». El historiador H. Montgomery Hyde escribió: «No hay ninguna evidencia de que fuera homosexual o incluso bisexual».
La hermana de Somerset, lady Waterford, negó que su hermano supiera nada de Alberto Víctor y en una carta escrita por esas fechas afirmó: «estoy segura que el chico es tan recto como una línea [...] Arthur desconoce cómo o dónde pasa su tiempo el chico [...] él cree que es perfectamente inocente». En unas cartas privadas que Somerset dirigió a su amigo lord Esher, negó saber nada del príncipe, pero confirmó que había escuchado los rumores y que esperaba que ayudaran a aplastar cualquier acusación. Escribió: «puedo entender muy bien que el príncipe de Gales se molestara mucho porque el nombre de su hijo se asoció con el tema, pero así estaba el caso [...] ambos estábamos acusados de ir a ese lugar, pero no juntos [...] terminarán por tener en corte abierta exactamente lo que todos intentan callar. Me pregunto si realmente es un hecho o solo una invención». Continuó diciendo: «nunca mencioné el nombre del muchacho, excepto a Probyn, Montagu y Knollys cuando ellos actuaban en mi nombre y pensé que deberían saberlo. De haber sido prudentes, hubieran escuchado lo que sabía y por tanto lo que otros sabían, deberían haber silenciado el asunto, en lugar de agitar como lo hicieron con todas las autoridades».
Los rumores persistieron; sesenta años más tarde, Harold Nicolson, el biógrafo oficial del rey Jorge V, recibió información de lord Goddard, que era un estudiante de doce años de edad al momento de los hechos, de que «Alberto Víctor había participado en un escándalo relacionado con un burdel masculino y un abogado tuvo que cometer perjurio para dejarlo limpio. Al abogado lo suspendieron por su delito, pero después lo reinstalaron». Ninguno de los abogados del caso fue condenado por perjurio o suspendido durante los procesos judiciales, pero al abogado de Somerset, Arthur Newton, lo declararon culpable de obstrucción de la justicia por ayudar a que sus clientes escaparan al extranjero y lo condenaron a seis semanas de cárcel. En 1910, más de veinte años más tarde, a Newton lo suspendieron doce meses por mala conducta profesional, después de que falsificó cartas de otro de sus clientes —el famoso asesino Hawley Crippen. En 1913, lo suspendieron indefinidamente y se le condenó a tres años de prisión por obtener dinero de forma fraudulenta.

## Gira por la India
En octubre de 1889, Alberto Víctor partió en una gira de siete meses a la India británica y la prensa extranjera sugirió que la intención del viaje era evitar los chismes que se dispersaron en la sociedad londinense a raíz del escándalo. La afirmación en realidad no era cierta, ya que el viaje había sido planeado desde la primavera. Viajando vía Atenas, Puerto Said, el Cairo y Adén, el príncipe llegó a Bombay el 9 de noviembre de 1889. Recibió suntuosas atenciones de parte del nizam en Hyderabad y de muchos otros marajás en los diversos lugares que visitó. Pasó la Navidad en Mandalay y el Año Nuevo en Calcuta. La mayor parte de los largos desplazamientos la realizó por tren, aunque montó en elefante como parte de las ceremonias. A su regreso de la India, el 24 de mayo de 1890, la reina lo nombró duque de Clarence y Avondale y conde de Athlone.
Alberto Víctor conoció durante el viaje a la señora Margery Haddon, esposa del ingeniero civil Henry Haddon. Después de varios matrimonios fallidos y tras la muerte del príncipe, Margery llegó a Inglaterra y declaró que este era el padre de su hijo Clarence Haddon. No había pruebas y sus afirmaciones se desestimaron. La mujer se había convertido en alcohólica y parecía trastornada. Se informó de los reclamos al palacio de Buckingham y el jefe de la división especial de la policía investigó. Documentos en los Archivos Nacionales del Reino Unido demuestran que ni los cortesanos ni Margery tenían alguna prueba de las aseveraciones. En una declaración a la policía los abogados de Alberto Víctor admitieron que hubo «alguna relación» entre el príncipe y la señora Haddon, pero rechazaron el reclamo de paternidad.
Sin embargo, en la década de 1920, Clarence, el supuesto hijo, repitió la historia y publicó un libro en los Estados Unidos, My Uncle George V, en el que afirmaba que nació en Londres en septiembre de 1890, aproximadamente nueve meses después del encuentro de Alberto Víctor con la señora Haddon. En 1933, lo acusaron de exigir dinero con amenazas e intento de extorsión, tras escribir al rey para pedirle dinero a cambio de su silencio. Durante su juicio, el siguiente enero, la fiscalía presentó los documentos de alistamiento de Haddon, el certificado de matrimonio, la comisión de oficial, los documentos de licencia del ejército y los registros de empleo, todos mostraban que nació en, o antes de, 1887, por lo menos dos años antes de que Alberto Víctor conociera a la señora Haddon. El juez lo encontró culpable y en la creencia que sufría de delirios no lo encarceló, pero estableció la condición de que durante tres años no hiciera ninguna afirmación de que era hijo del fallecido príncipe. Haddon incumplió las condiciones y fue encarcelado durante un año. Desacreditado por sus excentricidades, murió en la desgracia. Incluso si la reclamación de Haddon hubiera sido cierta, no hubiera hecho ninguna diferencia en la línea de sucesión al trono, como ha sucedido con otros hijos ilegítimos de la realeza.

## Posibles novias reales

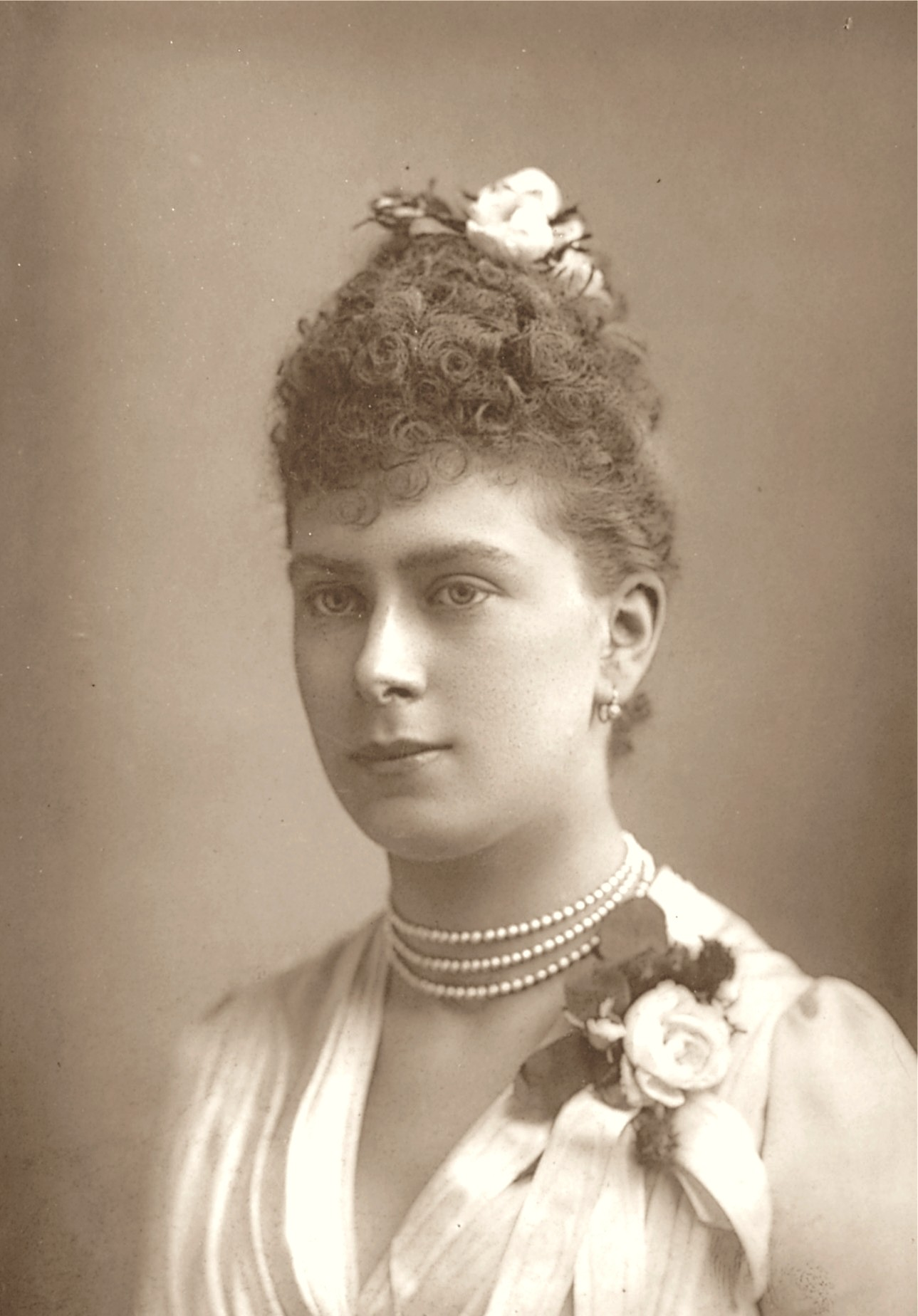
Princesa Victoria María de Teck, poco tiempo antes de su matrimonio con el duque de York en 1893.

Varias mujeres fueron señaladas como posibles novias para Alberto Víctor. La primera, en 1889, fue su prima la princesa Alix de Hesse, pero ella no correspondía a los sentimientos del príncipe y rechazó su propuesta de noviazgo. Alix se casó con el zar Nicolás II de Rusia en 1894 y murió asesinada junto con su esposo e hijos durante la Revolución rusa de 1917. 
En 1890, se relacionó con la princesa Elena de Orleans, hija del príncipe Felipe, conde de París y bisnieta del rey Luis Felipe I, el último rey borbón de Francia. La reina Victoria se opuso inicialmente a cualquier compromiso porque Elena era católica y le escribió al príncipe para sugerirle como una alternativa adecuada a otra de sus nietas, la princesa Margarita de Prusia, pero de esta sugerencia no salió nada y una vez que ambos le confesaron a la reina que estaban enamorados, esta cedió y apoyó el matrimonio. Elena ofreció convertirse; asimismo, Alberto Víctor ofreció renunciar a sus derechos de sucesión para casarse con ella. Para decepción de la pareja, el padre de Elena se negó a aceptar el matrimonio y fue inflexible respecto a que ella se convirtiera. Elena viajó personalmente para pedir la intercesión del papa León XIII, pero este confirmó el veredicto de su padre y el asunto terminó. Elena se convirtió más tarde en la duquesa de Aosta.
Varios médicos atendieron a Alberto Víctor en 1890, su enfermedad se describió solamente como «fiebre» o «gota». No obstante, muchos biógrafos han supuesto que sufría «una forma leve de enfermedad venérea», tal vez gonorrea, pero no existe ninguna fuente conocida que confirme esta teoría. Se afirma que el príncipe fue objeto de chantaje en 1891, por parte de dos prostitutas a quienes había escrito cartas incriminatorias. La casa de subastas Bonham de Londres vendió en 2002 las cartas que supuestamente se referían al caso. Sin embargo, debido a discrepancias en las fechas y a la grafía de las cartas, se sospecha que sean falsificaciones.
En 1891, Alberto Víctor le escribió a lady Sybil St. Clair Erskine y le contó que estaba enamorado una vez más, aunque no le dijo de quién; pero esta vez, otra novia potencial estaba bajo consideración, la princesa María de Teck. La joven era hija de una prima de la reina Victoria, la princesa María Adelaida, duquesa de Teck, y la reina se mostraba muy favorable a esta relación, consideraba a María la novia ideal —encantadora, sensible y bonita. Para «gran sorpresa» de María, Alberto Víctor le propuso matrimonio el 3 de diciembre de 1891, en Luton Hoo, la residencia del embajador danés en Gran Bretaña. La boda se fijó para el 27 de febrero de 1892.

## Muerte

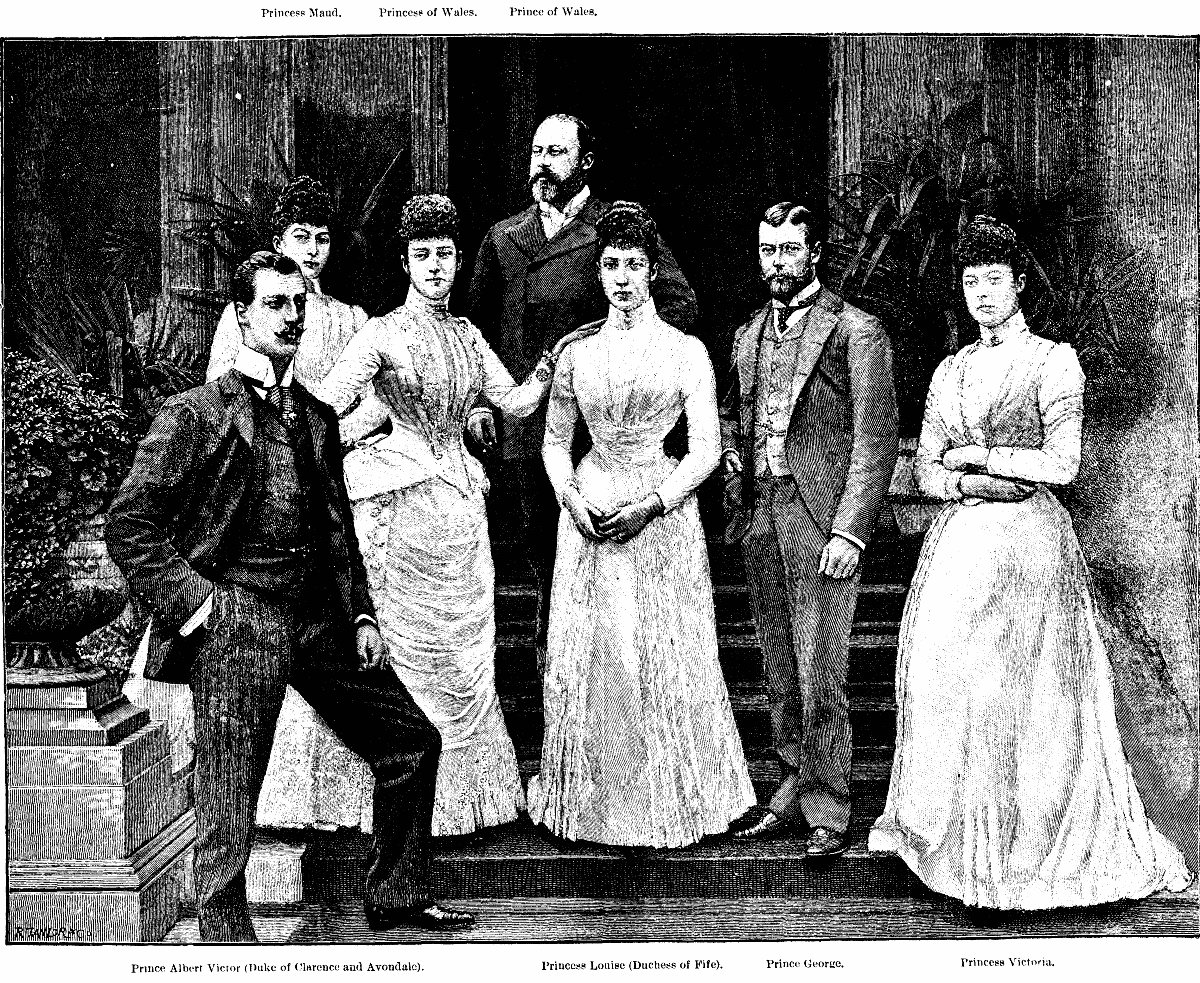
La familia del príncipe de Gales en una ilustración en 1891 (basada en una fotografía de 1889): (izq. a derecha) El príncipe Alberto Víctor, la princesa Maud, la princesa de Gales, el príncipe de Gales, la princesa Luisa, el príncipe Jorge y la princesa Victoria.

Cuando sus planes de matrimonio con María y su nombramiento como virrey de Irlanda eran objeto de debate, Alberto Víctor enfermó de gripe durante la gran pandemia de 1889-1892. Desarrolló neumonía y murió en Sandringham House, Norfolk, el 14 de enero de 1892, menos de una semana después de su vigésimo octavo cumpleaños. Estaban presentes el príncipe y la princesa de Gales, las princesas Maud y Victoria, el príncipe Jorge, la princesa María, el duque y la duquesa de Teck, tres médicos   —Manby, Laking y Broadbent— y tres enfermeras. Frederick Hervey, el capellán del príncipe de Gales, leyó las oraciones de los moribundos de pie al lado de Alberto Víctor.
La nación se conmocionó. Las tiendas cerraron sus persianas. El príncipe de Gales escribió a la reina Victoria: «Con gusto hubiera dado mi vida por la suya». María de Teck dijo en una carta a la reina acerca de la princesa de Gales: «El aspecto abatido de su rostro es la cosa más desgarradora que he visto». Jorge, el hermano menor de Alberto Víctor, escribió: «Cuán profundamente lo amé; que recuerdo con dolor casi cada palabra dura y cada pequeña pelea que tuve con él y anhelo pedir su perdón, pero, por desgracia, ¡ahora es demasiado tarde!». Jorge ocupó el lugar de su hermano en la línea de sucesión al trono y finalmente llegó a ser rey con el nombre de Jorge V. Después de estrechar su relación durante el periodo de luto compartido, Jorge y María contrajeron matrimonio en 1893. María se convirtió en reina consorte cuando Jorge ascendió al trono en 1910.
La historiografía contemporánea ha demostrado que las teorías de conspiración que rodearon la muerte de Alberto Víctor —que murió de sífilis o envenenado, que lo empujaron a un precipicio por instrucciones de lord Randolph Churchill o que fingieron su muerte para sacarlo de la línea de sucesión al trono— son falsas. Alejandra nunca logró recuperarse de la muerte de su hijo y mantuvo la habitación en la que murió como un santuario. En el funeral, María de Teck colocó su corona nupcial sobre el ataúd. James Kenneth Stephen, extutor de Alberto Víctor, rechazó los alimentos desde el día de la muerte del príncipe y falleció veinte días después; padecía de psicosis después de haber sufrido una lesión en la cabeza en 1886.
El príncipe está enterrado en Albert Memorial Chapel, una capilla que la reina Victoria convirtió en un monumento a la memoria de su esposo y que está adyacente a la capilla de San Jorge en el castillo de Windsor. Su tumba, realizada por Alfred Gilbert, «es uno de los mejores ejemplos de la escultura de finales del siglo XIX en las islas británicas». Una efigie recostada del príncipe, vestido con uniforme de húsar, descansa sobre la tumba. Encima de él, un ángel arrodillado sostiene una corona celestial. El conjunto está rodeado por una elaborada barandilla decorada con figuras de santos. El perfeccionista Gilbert tardó demasiado tiempo en esta comisión, quedó en bancarrota y dejó el país. Solo después de su regreso a Gran Bretaña en la década de 1920, pudieron terminarse cinco de las figuras más pequeñas, aunque con «mayor aspereza y profundidad de textura».

## Legado
La mayor parte de la prensa británica trató a Alberto Víctor con mucho respeto durante su vida y los comentarios que inmediatamente siguieron a su muerte estaban llenos de alabanzas. Henry Broadhurst, el político radical, quien se había encontrado alguna vez con Alberto Víctor y su hermano Jorge, señaló que «tenían una ausencia total de afectación o altanería». El día de su muerte, William Ewart Gladstone, el líder político liberal, escribió en su diario privado: «Una gran pérdida para nuestro partido». Sin embargo, la reina Victoria hizo mención a la «vida disipada» de su nieto en unas cartas que escribió a su hija mayor, que más tarde fueron publicadas. Además, en el siglo XX, los biógrafos oficiales de la reina María y el rey Jorge V, James Pope-Hennessy y Harold Nicolson respectivamente, promovieron evaluaciones hostiles de la vida de Alberto Víctor, lo retrataban como un vago, mal educado y físicamente débil. La naturaleza exacta de sus «disipaciones» no es clara, pero, Theo Aronson, con evidencias «ciertamente circunstanciales», favoreció en 1994 la teoría de que «"sus disipaciones" inespecíficas eran predominantemente homosexuales». El juicio de Aronson se basa en la «adoración de Alberto Víctor por su madre posesiva y elegante; su "falta de hombría"; sus "tímidas payasadas"; [y] su "dulce, suave, tranquila y encantadora" naturaleza», así como en los rumores sobre el escándalo de la calle Cleveland y su opinión de que hay «una cierta cantidad de homosexualidad en todos los hombres». Admitió, no obstante, que «las acusaciones de homosexualidad hacia el príncipe Eddy deben tratarse con precaución».
Las suposiciones de que Alberto Víctor pudo estar relacionado con los asesinatos de Jack el Destripador salieron a la luz por vez primera en 1962, cuando el escritor francés Philippe Jullian publicó una biografía de Eduardo VII donde hacía alusión a ciertos rumores que señalaban al príncipe como el responsable de los homicidios, si bien no daba detalles de sus fuentes. En 1970, el cirujano británico Thomas E. A. Stowell publicó un artículo titulado «Jack the Ripper - A Solution?» —«Jack el Destripador - ¿Una solución?»— en el ejemplar de noviembre de la revista The Criminologist. Aunque no nombra directamente a su sospechoso en el artículo, sí describe detalladamente a la familia, su aspecto físico y apodos; todo lo cual indica que se refiere al nieto de la reina Victoria, el príncipe Alberto Víctor. Más tarde, algunas personas afirmaron, entre ellas Stephen Knight en Jack the Ripper: The Final Solution (1976), que el príncipe engendró un hijo con una mujer en el distrito de Whitechapel, Londres, y que él o varios hombres de alto rango cometieron los asesinatos en un intento por encubrir su indiscreción. Aunque estas teorías se repiten con frecuencia, los académicos las han desestimado, las califican como fantasías y hacen referencia a las pruebas indiscutibles de la inocencia del príncipe. Por ejemplo, el 30 de septiembre de 1888, cuando fueron asesinadas Elizabeth Stride y Catherine Eddowes, Alberto Víctor estaba en Balmoral, la residencia real en Escocia, en presencia de la reina Victoria y otros miembros de la familia, entre ellos, la familia real alemana, y un numeroso personal. Según la circular oficial de la corte, diarios y cartas de familiares, periódicos y otras fuentes, el príncipe no podría haber estado cerca del sitio de cualquiera de los asesinatos.
La reputación póstuma de Alberto Víctor llegó a ser tan mala que Philip Magnus declaró en 1964 que la muerte del príncipe había sido «un acto misericordioso de la providencia», aseveración que apoya la teoría de que su muerte eliminó un heredero al trono inadecuado y lo reemplazó con el confiable y sobrio Jorge V. En 1972, Michael Harrison fue el primer autor moderno en revaluar a Alberto Víctor y retratarlo bajo una luz más comprensiva. En los últimos años, Andrew Cook continúa el intento de rehabilitar la reputación del príncipe y argumenta que su falta de progreso académico se debió en parte a la incompetencia de su tutor, Dalton; que era un hombre cálido y encantador; que no existe evidencia tangible de que fuera homosexual o bisexual; que mantuvo opiniones liberales, particularmente en relación con la Home Rule, que pretendía una mayor autonomía para el gobierno irlandés; y que su reputación fue menoscabada por biógrafos deseosos de mejorar la imagen de su hermano Jorge.

### Representaciones en ficción
Las teorías de conspiración que rodean la vida de Alberto Víctor son responsables de que se le presente en el cine y la televisión como responsable o involucrado de alguna manera en los asesinatos de Jack el Destripador. En Murder by Decree, una película del género thriller estrenada en 1979, dirigida por Bob Clark y en cuya trama aparece el personaje de Sherlock Holmes, Robin Marshall interpretó el papel del duque de Clarence. Jack the Ripper, una serie de televisión estrenada en 1988, presentó a Marc Culwick como el príncipe Alberto Víctor. En The Ripper, una serie de televisión estrenada en 1997, Samuel West representó al príncipe Eddy. Casualmente, West había interpretado a Alberto Víctor como niño en la miniserie de televisión Edward the Seventh, protagonizada por su padre Timothy West como el personaje del título. En From Hell, una película de los hermanos Hughes estrenada en 2001, cuyo argumento está basado en la novela gráfica del mismo nombre escrita por Alan Moore y Eddie Campbell, Mark Dexter interpretó al príncipe y a Walter Sickert. La historia es también la base para la obra de teatro Force and Hypocrisy de Doug Lucie.
Un par de novelas de historia alternativa escritas por Peter Dickinson, imaginan un mundo donde Alberto Víctor sobrevive y reina como Víctor I. En una historia corta sobre Sherlock Holmes de Gary Lovisi, del tipo «universo paralelo», The Adventure of the Missing Detective, es retratado como un rey tiránico que asciende al trono después de las muertes de su abuela y de su padre —en circunstancias sospechosas—. El príncipe también aparece como víctima de asesinato en una de las primeras novelas de crimen de lord Francis Powerscourt: Goodnight Sweet Prince, como un vampiro en la novela I, Vampire de Michael Romkey y como sospechoso de asesinato en la novela Death at Glamis Castle de Robin Paige.

## Títulos, tratamientos, honores y armas

### Títulos y tratamientos
| ● 8 de enero de 1864-24 de mayo de 1890:  | Su alteza real el príncipe Alberto Víctor de Gales (1) |
| ● 24 de mayo de 1890-14 de enero de 1892: | Su alteza real el duque de Clarence y Avondale         |

1. Por nacimiento, Alberto Víctor fue príncipe del Imperio británico y recibió el tratamiento de Su Alteza Real. El 24 de mayo de 1890, fue nombrado primer duque de Clarence y Avondale y primer conde de Athlone, estos títulos se extinguieron después de su muerte.

### Honores

Escudo de armas del príncipe Alberto Víctor.

Alberto Víctor recibió múltiples honores y condecoraciones, tanto británicos como extranjeros, entre otros fue nombrado caballero de la Orden de la Jarretera el 3 de septiembre de 1883, caballero de la Orden de San Patricio el 28 de junio de 1887 y Aide-de-Camp personal de la reina en 1888. También recibió el título honorario de doctor en leyes por la Universidad de Dublín en 1887 y por la Universidad de Cambridge en 1888.
Fue nombrado caballero de la gran cruz de la Orden del León Neerlandés de Holanda, recibió la gran cruz de la Orden de la Torre y de la Espada de Portugal, la gran cruz de la Orden de Carlos III de España, la gran cruz de la Orden de Osmania del Imperio otomano, la gran cruz de la Orden de la Estrella del Reino de Rumania, la Suprema Orden de la Santísima Anunciación del Reino de Italia y la gran cruz de la Orden de la Cruz del Sur del Imperio de Brasil.
Entró al servicio de la Marina Real Británica en 1877 y se desempeñó como cadete en el HMS Britannia hasta 1879; después como cadete en el HMS Bacchante hasta 1880, cuando obtuvo el rango de guardiamarina, que ostentó hasta 1883. De 1886 a 1877, tuvo el rango de teniente del Décimo Regimiento de Húsares y lo promovieron a capitán del Noveno Regimiento de Lanceros de la Reina en 1877. Fue capitán del Tercer Cuerpo de Fusileros Reales de 1887 a 1889 y mayor del Décimo Regimiento de Húsares de 1889 a 1992. También recibió los nombramientos militares honorarios de coronel del Cuarto Regimiento de Infantería de Bengala, del Cuarto Regimiento de Caballería de Bombay, además del Primer Regimiento de Caballería de Punjab, todos estos nombramientos de la India británica.

### Armas
Con el ducado, Alberto Víctor recibió un escudo de armas, que correspondía al escudo de armas del Reino Unido, diferenciado porque lleva sobrepuesto el escudo de armas de Sajonia y un lambel a tres pendientes en argén, el pendiente central lleva una cruz de gules.

## Ancestros
| \| \| \| \| \| \| \| \| \| \| \| \| \| \| \| \| \| \| \| \| 16. Francisco de Sajonia-Coburgo-Saalfeld \| \| \| \| \| \| \| \| \| \| \| \| \| \| \| \| \| \| \| \| \| \| \| \| \| \| \| \| \| \| \| \| \| \| \| \| \| \| \| \| \| \| \| \| \| \| \| \| \| \| \| \| \| \| 8. Ernesto I de Sajonia-Coburgo-Gotha \| \| \| \| \| \| \| \| \| \| \| \| \| \| \| \| \| \| \| \| \| \| \| \| \| \| \| \| \| \| \| \| \| \| \| \| \| \| \| \| \| \| \| \| \| \| \| \| \| \| \| \| \| \| 17. Augusta de Reuss-Ebersdorf \| \| \| \| \| \| \| \| \| \| \| \| \| \| \| \| \| \| \| \| \| \| \| \| \| \| \| \| \| \| \| \| \| \| \| \| \| \| \| \| \| \| \| \| \| \| \| \| \| \| \| \| \| \| 4. Alberto de Sajonia-Coburgo-Gotha \| \| \| \| \| \| \| \| \| \| \| \| \| \| \| \| \| \| \| \| \| \| \| \| \| \| \| \| \| \| \| \| \| \| \| \| \| \| \| \| \| \| \| \| \| \| \| \| \| \| \| \| \| \| 18. Augusto de Sajonia-Gotha-Altemburgo \| \| \| \| \| \| \| \| \| \| \| \| \| \| \| \| \| \| \| \| \| \| \| \| \| \| \| \| \| \| \| \| \| \| \| \| \| \| \| \| \| \| \| \| \| \| \| \| \| \| \| \| \| \| 9. Luisa de Sajonia-Gotha-Altenburgo \| \| \| \| \| \| \| \| \| \| \| \| \| \| \| \| \| \| \| \| \| \| \| \| \| \| \| \| \| \| \| \| \| \| \| \| \| \| \| \| \| \| \| \| \| \| \| \| \| \| \| \| \| \| 19. Luisa Carlota de Mecklemburgo-Schwerin \| \| \| \| \| \| \| \| \| \| \| \| \| \| \| \| \| \| \| \| \| \| \| \| \| \| \| \| \| \| \| \| \| \| \| \| \| \| \| \| \| \| \| \| \| \| \| \| \| \| \| \| \| \| 2. Eduardo VII del Reino Unido \| \| \| \| \| \| \| \| \| \| \| \| \| \| \| \| \| \| \| \| \| \| \| \| \| \| \| \| \| \| \| \| \| \| \| \| \| \| \| \| \| \| \| \| \| \| \| \| \| \| \| \| \| \| 20. Jorge III del Reino Unido \| \| \| \| \| \| \| \| \| \| \| \| \| \| \| \| \| \| \| \| \| \| \| \| \| \| \| \| \| \| \| \| \| \| \| \| \| \| \| \| \| \| \| \| \| \| \| \| \| \| \| \| \| \| 10. Eduardo de Hannover \| \| \| \| \| \| \| \| \| \| \| \| \| \| \| \| \| \| \| \| \| \| \| \| \| \| \| \| \| \| \| \| \| \| \| \| \| \| \| \| \| \| \| \| \| \| \| \| \| \| \| \| \| \| 21. Carlota de Mecklemburgo-Strelitz \| \| \| \| \| \| \| \| \| \| \| \| \| \| \| \| \| \| \| \| \| \| \| \| \| \| \| \| \| \| \| \| \| \| \| \| \| \| \| \| \| \| \| \| \| \| \| \| \| \| \| \| \| \| 5. Victoria I del Reino Unido \| \| \| \| \| \| \| \| \| \| \| \| \| \| \| \| \| \| \| \| \| \| \| \| \| \| \| \| \| \| \| \| \| \| \| \| \| \| \| \| \| \| \| \| \| \| \| \| \| \| \| \| \| \| 22. Francisco de Sajonia-Coburgo-Saalfeld=16 \| \| \| \| \| \| \| \| \| \| \| \| \| \| \| \| \| \| \| \| \| \| \| \| \| \| \| \| \| \| \| \| \| \| \| \| \| \| \| \| \| \| \| \| \| \| \| \| \| \| \| \| \| \| 11. Victoria de Sajonia-Coburgo-Saalfeld \| \| \| \| \| \| \| \| \| \| \| \| \| \| \| \| \| \| \| \| \| \| \| \| \| \| \| \| \| \| \| \| \| \| \| \| \| \| \| \| \| \| \| \| \| \| \| \| \| \| \| \| \| \| 23. Augusta de Reuss-Ebersdorf=17 \| \| \| \| \| \| \| \| \| \| \| \| \| \| \| \| \| \| \| \| \| \| \| \| \| \| \| \| \| \| \| \| \| \| \| \| \| \| \| \| \| \| \| \| \| \| \| \| \| \| \| \| \| \| 1. Alberto Victor \| \| \| \| \| \| \| \| \| \| \| \| \| \| \| \| \| \| \| \| \| \| \| \| \| \| \| \| \| \| \| \| \| \| \| \| \| \| \| \| \| \| \| \| \| \| \| \| \| \| \| \| \| \| 24. Federico Carlos de Schleswig-Holstein-Sonderburg-Beck \| \| \| \| \| \| \| \| \| \| \| \| \| \| \| \| \| \| \| \| \| \| \| \| \| \| \| \| \| \| \| \| \| \| \| \| \| \| \| \| \| \| \| \| \| \| \| \| \| \| \| \| \| \| 12. Federico Guillermo de Schleswig-Holstein-Sonderburg-Glücksburg \| \| \| \| \| \| \| \| \| \| \| \| \| \| \| \| \| \| \| \| \| \| \| \| \| \| \| \| \| \| \| \| \| \| \| \| \| \| \| \| \| \| \| \| \| \| \| \| \| \| \| \| \| \| 25. Federica de Schlieben \| \| \| \| \| \| \| \| \| \| \| \| \| \| \| \| \| \| \| \| \| \| \| \| \| \| \| \| \| \| \| \| \| \| \| \| \| \| \| \| \| \| \| \| \| \| \| \| \| \| \| \| \| \| 6. Cristián IX de Dinamarca \| \| \| \| \| \| \| \| \| \| \| \| \| \| \| \| \| \| \| \| \| \| \| \| \| \| \| \| \| \| \| \| \| \| \| \| \| \| \| \| \| \| \| \| \| \| \| \| \| \| \| \| \| \| 26. Carlos de Hesse-Kassel \| \| \| \| \| \| \| \| \| \| \| \| \| \| \| \| \| \| \| \| \| \| \| \| \| \| \| \| \| \| \| \| \| \| \| \| \| \| \| \| \| \| \| \| \| \| \| \| \| \| \| \| \| \| 13. Luisa Carolina de Hesse-Kassel \| \| \| \| \| \| \| \| \| \| \| \| \| \| \| \| \| \| \| \| \| \| \| \| \| \| \| \| \| \| \| \| \| \| \| \| \| \| \| \| \| \| \| \| \| \| \| \| \| \| \| \| \| \| 27. Luisa de Dinamarca y Noruega \| \| \| \| \| \| \| \| \| \| \| \| \| \| \| \| \| \| \| \| \| \| \| \| \| \| \| \| \| \| \| \| \| \| \| \| \| \| \| \| \| \| \| \| \| \| \| \| \| \| \| \| \| \| 3. Alejandra de Dinamarca \| \| \| \| \| \| \| \| \| \| \| \| \| \| \| \| \| \| \| \| \| \| \| \| \| \| \| \| \| \| \| \| \| \| \| \| \| \| \| \| \| \| \| \| \| \| \| \| \| \| \| \| \| \| 28. Federico de Hesse-Kassel \| \| \| \| \| \| \| \| \| \| \| \| \| \| \| \| \| \| \| \| \| \| \| \| \| \| \| \| \| \| \| \| \| \| \| \| \| \| \| \| \| \| \| \| \| \| \| \| \| \| \| \| \| \| 14. Guillermo de Hesse-Kassel \| \| \| \| \| \| \| \| \| \| \| \| \| \| \| \| \| \| \| \| \| \| \| \| \| \| \| \| \| \| \| \| \| \| \| \| \| \| \| \| \| \| \| \| \| \| \| \| \| \| \| \| \| \| 29. Carolina de Nassau-Usingen \| \| \| \| \| \| \| \| \| \| \| \| \| \| \| \| \| \| \| \| \| \| \| \| \| \| \| \| \| \| \| \| \| \| \| \| \| \| \| \| \| \| \| \| \| \| \| \| \| \| \| \| \| \| 7. Luisa de Hesse-Kassel \| \| \| \| \| \| \| \| \| \| \| \| \| \| \| \| \| \| \| \| \| \| \| \| \| \| \| \| \| \| \| \| \| \| \| \| \| \| \| \| \| \| \| \| \| \| \| \| \| \| \| \| \| \| 30. Federico, príncipe heredero de Dinamarca y Noruega \| \| \| \| \| \| \| \| \| \| \| \| \| \| \| \| \| \| \| \| \| \| \| \| \| \| \| \| \| \| \| \| \| \| \| \| \| \| \| \| \| \| \| \| \| \| \| \| \| \| \| \| \| \| 15. Luisa Carlota de Dinamarca \| \| \| \| \| \| \| \| \| \| \| \| \| \| \| \| \| \| \| \| \| \| \| \| \| \| \| \| \| \| \| \| \| \| \| \| \| \| \| \| \| \| \| \| \| \| \| \| \| \| \| \| \| \| 31. Sofía Federica de Mecklemburgo-Schwerin \| \| \| \| \| \| \| \| \| \| \| \| \| \| \| \| \| \| \| \| \| \| \| \| \| \| \| \| \| \| \| \| \| \| \| \| \| \| \| \| \| \| \| \| \| \| \| \| \| \| \| \| |                                                                    |  |  |  |  |  |  |  |  |  |  |  |  |  |  |  |
| |                                                                    |  |  |  |  |  |  |  |  |  |  |  |  |  |  |  |
| | 16. Francisco de Sajonia-Coburgo-Saalfeld                          |  |  |  |  |  |  |  |  |  |  |  |  |  |  |  |
| |                                                                    |  |  |  |  |  |  |  |  |  |  |  |  |  |  |  |
| |                                                                    |  |  |  |  |  |  |  |  |  |  |  |  |  |  |  |
| | 8. Ernesto I de Sajonia-Coburgo-Gotha                              |  |  |  |  |  |  |  |  |  |  |  |  |  |  |  |
| |                                                                    |  |  |  |  |  |  |  |  |  |  |  |  |  |  |  |
| |                                                                    |  |  |  |  |  |  |  |  |  |  |  |  |  |  |  |
| | 17. Augusta de Reuss-Ebersdorf                                     |  |  |  |  |  |  |  |  |  |  |  |  |  |  |  |
| |                                                                    |  |  |  |  |  |  |  |  |  |  |  |  |  |  |  |
| |                                                                    |  |  |  |  |  |  |  |  |  |  |  |  |  |  |  |
| | 4. Alberto de Sajonia-Coburgo-Gotha                                |  |  |  |  |  |  |  |  |  |  |  |  |  |  |  |
| |                                                                    |  |  |  |  |  |  |  |  |  |  |  |  |  |  |  |
| |                                                                    |  |  |  |  |  |  |  |  |  |  |  |  |  |  |  |
| | 18. Augusto de Sajonia-Gotha-Altemburgo                            |  |  |  |  |  |  |  |  |  |  |  |  |  |  |  |
| |                                                                    |  |  |  |  |  |  |  |  |  |  |  |  |  |  |  |
| |                                                                    |  |  |  |  |  |  |  |  |  |  |  |  |  |  |  |
| | 9. Luisa de Sajonia-Gotha-Altenburgo                               |  |  |  |  |  |  |  |  |  |  |  |  |  |  |  |
| |                                                                    |  |  |  |  |  |  |  |  |  |  |  |  |  |  |  |
| |                                                                    |  |  |  |  |  |  |  |  |  |  |  |  |  |  |  |
| | 19. Luisa Carlota de Mecklemburgo-Schwerin                         |  |  |  |  |  |  |  |  |  |  |  |  |  |  |  |
| |                                                                    |  |  |  |  |  |  |  |  |  |  |  |  |  |  |  |
| |                                                                    |  |  |  |  |  |  |  |  |  |  |  |  |  |  |  |
| | 2. Eduardo VII del Reino Unido                                     |  |  |  |  |  |  |  |  |  |  |  |  |  |  |  |
| |                                                                    |  |  |  |  |  |  |  |  |  |  |  |  |  |  |  |
| |                                                                    |  |  |  |  |  |  |  |  |  |  |  |  |  |  |  |
| | 20. Jorge III del Reino Unido                                      |  |  |  |  |  |  |  |  |  |  |  |  |  |  |  |
| |                                                                    |  |  |  |  |  |  |  |  |  |  |  |  |  |  |  |
| |                                                                    |  |  |  |  |  |  |  |  |  |  |  |  |  |  |  |
| | 10. Eduardo de Hannover                                            |  |  |  |  |  |  |  |  |  |  |  |  |  |  |  |
| |                                                                    |  |  |  |  |  |  |  |  |  |  |  |  |  |  |  |
| |                                                                    |  |  |  |  |  |  |  |  |  |  |  |  |  |  |  |
| | 21. Carlota de Mecklemburgo-Strelitz                               |  |  |  |  |  |  |  |  |  |  |  |  |  |  |  |
| |                                                                    |  |  |  |  |  |  |  |  |  |  |  |  |  |  |  |
| |                                                                    |  |  |  |  |  |  |  |  |  |  |  |  |  |  |  |
| | 5. Victoria I del Reino Unido                                      |  |  |  |  |  |  |  |  |  |  |  |  |  |  |  |
| |                                                                    |  |  |  |  |  |  |  |  |  |  |  |  |  |  |  |
| |                                                                    |  |  |  |  |  |  |  |  |  |  |  |  |  |  |  |
| | 22. Francisco de Sajonia-Coburgo-Saalfeld=16                       |  |  |  |  |  |  |  |  |  |  |  |  |  |  |  |
| |                                                                    |  |  |  |  |  |  |  |  |  |  |  |  |  |  |  |
| |                                                                    |  |  |  |  |  |  |  |  |  |  |  |  |  |  |  |
| | 11. Victoria de Sajonia-Coburgo-Saalfeld                           |  |  |  |  |  |  |  |  |  |  |  |  |  |  |  |
| |                                                                    |  |  |  |  |  |  |  |  |  |  |  |  |  |  |  |
| |                                                                    |  |  |  |  |  |  |  |  |  |  |  |  |  |  |  |
| | 23. Augusta de Reuss-Ebersdorf=17                                  |  |  |  |  |  |  |  |  |  |  |  |  |  |  |  |
| |                                                                    |  |  |  |  |  |  |  |  |  |  |  |  |  |  |  |
| |                                                                    |  |  |  |  |  |  |  |  |  |  |  |  |  |  |  |
| | 1. Alberto Victor                                                  |  |  |  |  |  |  |  |  |  |  |  |  |  |  |  |
| |                                                                    |  |  |  |  |  |  |  |  |  |  |  |  |  |  |  |
| |                                                                    |  |  |  |  |  |  |  |  |  |  |  |  |  |  |  |
| | 24. Federico Carlos de Schleswig-Holstein-Sonderburg-Beck          |  |  |  |  |  |  |  |  |  |  |  |  |  |  |  |
| |                                                                    |  |  |  |  |  |  |  |  |  |  |  |  |  |  |  |
| |                                                                    |  |  |  |  |  |  |  |  |  |  |  |  |  |  |  |
| | 12. Federico Guillermo de Schleswig-Holstein-Sonderburg-Glücksburg |  |  |  |  |  |  |  |  |  |  |  |  |  |  |  |
| |                                                                    |  |  |  |  |  |  |  |  |  |  |  |  |  |  |  |
| |                                                                    |  |  |  |  |  |  |  |  |  |  |  |  |  |  |  |
| | 25. Federica de Schlieben                                          |  |  |  |  |  |  |  |  |  |  |  |  |  |  |  |
| |                                                                    |  |  |  |  |  |  |  |  |  |  |  |  |  |  |  |
| |                                                                    |  |  |  |  |  |  |  |  |  |  |  |  |  |  |  |
| | 6. Cristián IX de Dinamarca                                        |  |  |  |  |  |  |  |  |  |  |  |  |  |  |  |
| |                                                                    |  |  |  |  |  |  |  |  |  |  |  |  |  |  |  |
| |                                                                    |  |  |  |  |  |  |  |  |  |  |  |  |  |  |  |
| | 26. Carlos de Hesse-Kassel                                         |  |  |  |  |  |  |  |  |  |  |  |  |  |  |  |
| |                                                                    |  |  |  |  |  |  |  |  |  |  |  |  |  |  |  |
| |                                                                    |  |  |  |  |  |  |  |  |  |  |  |  |  |  |  |
| | 13. Luisa Carolina de Hesse-Kassel                                 |  |  |  |  |  |  |  |  |  |  |  |  |  |  |  |
| |                                                                    |  |  |  |  |  |  |  |  |  |  |  |  |  |  |  |
| |                                                                    |  |  |  |  |  |  |  |  |  |  |  |  |  |  |  |
| | 27. Luisa de Dinamarca y Noruega                                   |  |  |  |  |  |  |  |  |  |  |  |  |  |  |  |
| |                                                                    |  |  |  |  |  |  |  |  |  |  |  |  |  |  |  |
| |                                                                    |  |  |  |  |  |  |  |  |  |  |  |  |  |  |  |
| | 3. Alejandra de Dinamarca                                          |  |  |  |  |  |  |  |  |  |  |  |  |  |  |  |
| |                                                                    |  |  |  |  |  |  |  |  |  |  |  |  |  |  |  |
| |                                                                    |  |  |  |  |  |  |  |  |  |  |  |  |  |  |  |
| | 28. Federico de Hesse-Kassel                                       |  |  |  |  |  |  |  |  |  |  |  |  |  |  |  |
| |                                                                    |  |  |  |  |  |  |  |  |  |  |  |  |  |  |  |
| |                                                                    |  |  |  |  |  |  |  |  |  |  |  |  |  |  |  |
| | 14. Guillermo de Hesse-Kassel                                      |  |  |  |  |  |  |  |  |  |  |  |  |  |  |  |
| |                                                                    |  |  |  |  |  |  |  |  |  |  |  |  |  |  |  |
| |                                                                    |  |  |  |  |  |  |  |  |  |  |  |  |  |  |  |
| | 29. Carolina de Nassau-Usingen                                     |  |  |  |  |  |  |  |  |  |  |  |  |  |  |  |
| |                                                                    |  |  |  |  |  |  |  |  |  |  |  |  |  |  |  |
| |                                                                    |  |  |  |  |  |  |  |  |  |  |  |  |  |  |  |
| | 7. Luisa de Hesse-Kassel                                           |  |  |  |  |  |  |  |  |  |  |  |  |  |  |  |
| |                                                                    |  |  |  |  |  |  |  |  |  |  |  |  |  |  |  |
| |                                                                    |  |  |  |  |  |  |  |  |  |  |  |  |  |  |  |
| | 30. Federico, príncipe heredero de Dinamarca y Noruega             |  |  |  |  |  |  |  |  |  |  |  |  |  |  |  |
| |                                                                    |  |  |  |  |  |  |  |  |  |  |  |  |  |  |  |
| |                                                                    |  |  |  |  |  |  |  |  |  |  |  |  |  |  |  |
| | 15. Luisa Carlota de Dinamarca                                     |  |  |  |  |  |  |  |  |  |  |  |  |  |  |  |
| |                                                                    |  |  |  |  |  |  |  |  |  |  |  |  |  |  |  |
| |                                                                    |  |  |  |  |  |  |  |  |  |  |  |  |  |  |  |
| | 31. Sofía Federica de Mecklemburgo-Schwerin                        |  |  |  |  |  |  |  |  |  |  |  |  |  |  |  |
| |                                                                    |  |  |  |  |  |  |  |  |  |  |  |  |  |  |  |
| |                                                                    |  |  |  |  |  |  |  |  |  |  |  |  |  |  |  |